# Selah Marley

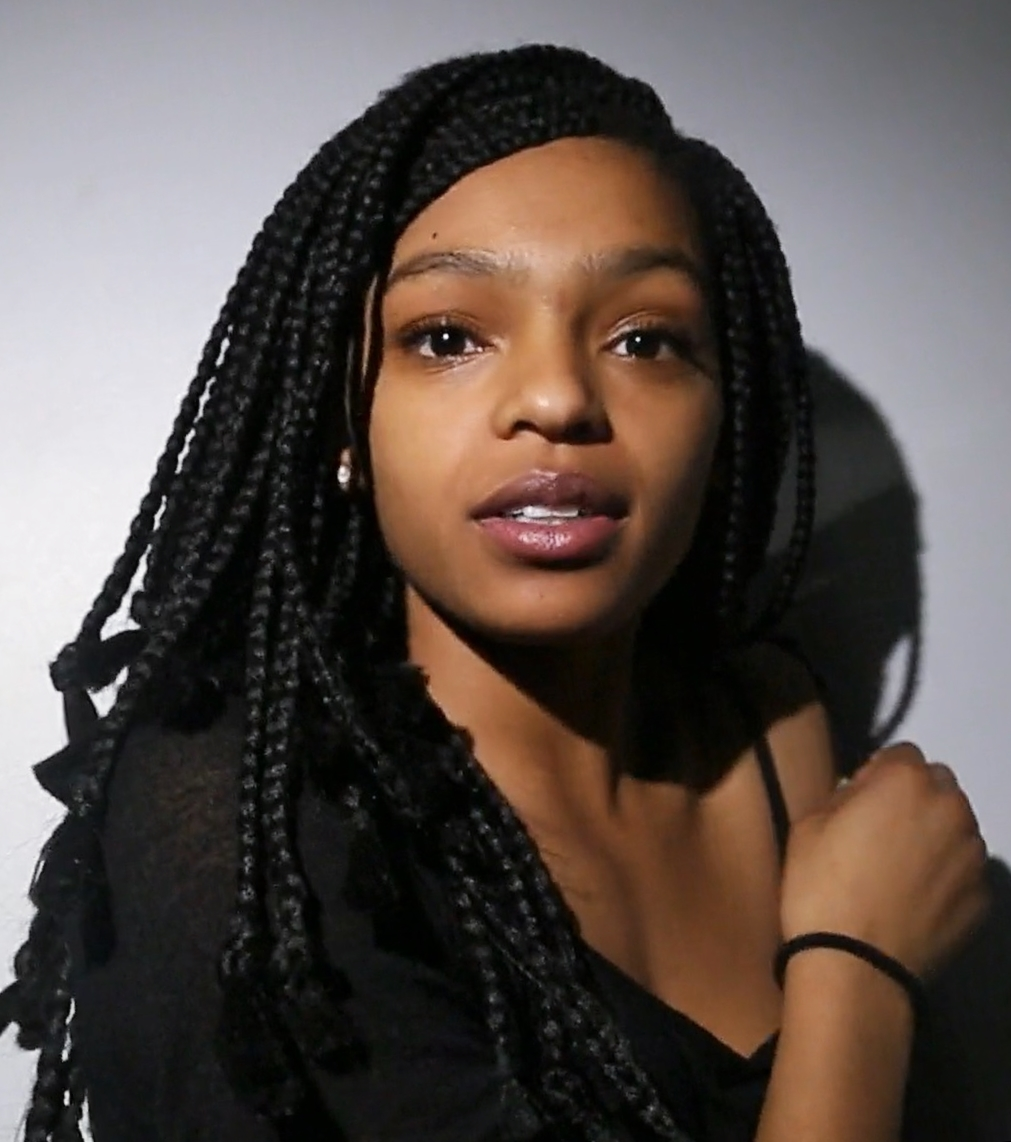
Selah Marley (2018)

Selah Louise Marley (* 12. November 1998 in Miami, Florida) ist ein US-amerikanisches Model.

## Leben

### Jugend
Selah Marley ist die Tochter von Sängerin und Rapperin Lauryn Hill und dem jamaikanischen American-Football-Spielers Rohan Marley. Sie ist damit die Enkelin der Reggae-Legende Bob Marley. Ihr Name stammt aus dem Hebräischen und bedeutet so viel wie „meditative Pause“. Sie hat zahlreiche Geschwister und Halbgeschwister und bezeichnete ihre Kindheit als „komplex“ und in vielerlei Hinsicht als „traumatisch“, insbesondere da ihr Vater nur selten für sie da war.
Selah Marley wuchs in South Orange, New Jersey auf und besuchte die Columbia High School in Maplewood, New Jersey. 2017 besuchte sie die New York University's Gallatin School of Individualized Study und studierte dort Wissenschaft, Religion und Philosophie.

### Modelkarriere
2011 begann sie ihre Modelkarriere als Modell für Teen Vogue. Es folgten verschiedene Aufträge für Zeitschriften wie Vogue, CR Fashion Book, Dazed, Elle, Harper’s Bazaar, L’Officiel, Love, Vanity Fair, V und Vogue Arabia. Als Laufsteg-Model repräsentierte sie Chanel, Calvin Klein, Telfar, Pyer Moss und Kanye Wests Adidas Yeezy.
2016 wurde sie von der New York Times als eines der „Fashion’s New ‘It’ Kids“ bezeichnet. 2017 war sie in einer Kampagne von Converse zusammen mit Rowan Blanchard und in einer für Michael Kors zu sehen. Zusammen mit ihrem Bruder YG Marley war sie zudem erneut in der Teen Vogue zu sehen. 2018 folgte eine Kampagne für Chanels Duft Chance sowie Kampagnen für Telfar und Beyoncés Ivy Park.
Marley war auf den Titelseiten von Wonderland, Flaunt, UK Sunday Times und der L'uomo Vogue. 2016 befand sie sich auf der Dazed 100-Liste und 2017 auf der Maxim Hot 100-Liste.

### Sängerin
2021 veröffentlichte sie die EP Star Power mit vier Songs, von denen einer eine Zusammenarbeit (Featuring) mit ihrem Bruder YG Marley war. Auf der EP sind Lieder verschiedener Genres vertreten, darunter Hip-Hop und Afropop. Es folgten weitere Singles.

## Diskografie

### EPs
- 2021 – Star Power

### Singles
- 2019 – 500 Days
- 2021 – S.A.D
- 2021 – 24HRS
- 2022 – Safety
- 2022 – Bottled (mit the Loyalties)
- 2022 – NYFU
- 2022 – Shekinah Freedom
- 2022 – Here to Stay
- 2022 – Genesis